# Ритер, Саша
Са́ша Ри́тер (нем. Sascha Riether; род. 23 марта 1983, Лар) — немецкий футболист, игравший на позиции защитника.

## Клубная карьера
Свою клубную карьеру Саша Ритер начал в 1987 году в клубе «Кюбах» (ныне «Кюбах-Райхенбах»). В 1995 году Ритер покинул «Кюбах» и перешёл играть в «Оффенбюргер», из которого в 1998 году отправился во «Фрайбург».
После игры в молодёжной команде «Фрайбурга», Ритер перешёл в профессиональную часть клуба. Его дебют как профессионального футболиста состоялся во второй бундеслиге в сезоне 2002/03, в матче против клуба «Алемания». Матч завершился победой «Фрайбурга» 1:0, а Ритер провёл на поле все 90 минут. Первый свой гол, как профессиональный футболист, он забил 2 августа 2003 года, в игре против «Байера», которую «Фрайбург» проиграл 1:4.
Несмотря на контракт с «Фрайбургом» до 2009 года, в 2007 году Ритер перешёл в «Вольфсбург», где он обычно играл на позиции правого полузащитника.
В 2011 году Ритер стал игроком «Кёльна». На сезон 2012/13 Ритер был отдан в аренду в «Фулхэм». В мае 2013 года лондонский клуб выкупил игрока.
В июне 2014 года Ритер вернулся во «Фрайбург». В июле 2015 года Ритер подписал с «Шальке 04» контракт по схеме «1+1». 18 мая 2019 года Ритер вышел на замену в матче со «Штутгартом» (0:0), что стало его первым появлением в официальном матче за два года и последним в его карьере. По окончании сезона 2019/20 завершил карьеру и перешёл на должность координатора основной команды «Шальке».

### Карьера в сборной
Саша Ритер начал регулярно играть в молодёжной сборной Германии с игроками моложе 14 лет. В 2004 году он перешёл в команду до 21 года, где во многих матчах являлся капитаном команды. Принимал участие в чемпионате Европы 2006 года.

## Достижения
- Чемпион Второй Бундеслиги: 2002/03
- Чемпион Германии: 2008/09